# Mount Lena
Mount Lena és una concentració de població designada pel cens dels Estats Units a l'estat de Maryland. Segons el cens del 2000 tenia 501 habitants.

## Demografia
Segons el cens del 2000, Mount Lena tenia 501 habitants, 199 habitatges, i 154 famílies. La densitat de població era de 156 habitants per km².
Dels 199 habitatges en un 26,1% hi vivien nens de menys de 18 anys, en un 65,8% hi vivien parelles casades, en un 6,5% dones solteres, i en un 22,6% no eren unitats familiars. En el 19,1% dels habitatges hi vivien persones soles el 10,6% de les quals corresponia a persones de 65 anys o més que vivien soles. El nombre mitjà de persones vivint en cada habitatge era de 2,52 i el nombre mitjà de persones que vivien en cada família era de 2,84.
Per edats la població es repartia de la següent manera: un 19,6% tenia menys de 18 anys, un 6,2% entre 18 i 24, un 29,7% entre 25 i 44, un 26,3% de 45 a 60 i un 18,2% 65 anys o més.
L'edat mediana era de 41 anys. Per cada 100 dones de 18 o més anys hi havia 99,5 homes.
La renda mediana per habitatge era de 41.932 $ i la renda mediana per família de 43.125 $. Els homes tenien una renda mediana de 32.344 $ mentre que les dones 26.477 $. La renda per capita de la població era de 20.844 $. Cap de les famílies i l'1,9% de la població estaven per davall del llindar de pobresa.

## Poblacions més properes
El següent diagrama mostra les poblacions més properes.